# Kazimierz Węgrzyn
 (juillet 2018).
Kazimierz Wegrzyn est un footballeur polonais né le 13 avril 1967 à Biłgoraj.

## Carrière
- 1985-1986 : Łada Biłgoraj  Pologne
- 1986-1987 : Motor Lublin  Pologne
- 1987-1994 : Hutnik Cracovie  Pologne
- 1993-1997 : GKS Katowice  Pologne
- 1996-1998 : SV Ried  Autriche
- 1997-2000 : Wisła Cracovie  Pologne
- 2000-2002 : Pogoń Szczecin  Pologne
- 2001-2003 : Widzew Łódź  Pologne
- 2003-2005 : KS Cracovia  Pologne

## Palmarès
- 20 sélections et 0 but avec l'équipe de Pologne entre 1991 et 1999.